# Độc Lập, Cao Bằng
Độc Lập là một xã thuộc tỉnh Cao Bằng, Việt Nam.

## Địa lý
Xã Độc Lập nằm ở phía tây bắc huyện Quảng Hòa, có vị trí địa lý:
- Phía đông giáp xã Cai Bộ
- Phía tây giáp thị trấn Quảng Uyên và xã Quảng Hưng
- Phía nam giáp xã Chí Thảo
- Phía bắc giáp huyện Trùng Khánh.

Xã Độc Lập có diện tích 36,55 km², dân số năm 2019 là 4.141 người, mật độ dân số đạt 113 người/km².
Trên địa bàn xã Độc Lập có một số ngọn núi như: Bo Săm, Khau Kheo, Lũng Lạn, Nả, Nhà Làng, Pò Cáy, Roỏng Loỏng; có sông Bắc Vọng chảy qua và hồ Khưa Luông. Thủy điện Nà Tẩư nằm trên địa phận của xã.
Tỉnh lộ 207 chạy qua xã Độc Lập theo hướng đông - tây, trên tuyến có cầu Ngườm Đẳn.

## Lịch sử
Địa bàn xã Độc Lập hiện nay trước đây vốn là hai xã Độc Lập và Bình Lăng thuộc huyện Quảng Uyên.
Ngày 20 tháng 10 năm 1964, Bộ Nội vụ ban hành Quyết định 273-NV. Theo đó, tách 7 xóm: Na Leng, Khung Lung, Sóc Lạn, Nưa Thơm, Nà Sang, Nà Đơư, Bản Nưa của xã Độc Lập và xóm Ná Chá thuộc xã Đoài Dương, huyện Trùng Khánh để thành lập xã Bình Lăng thuộc huyện Quảng Uyên.
Ngày 9 tháng 9 năm 2019, Hội đồng Nhân dân tỉnh Cao Bằng ban hành Nghị quyết số 27/NQ-HĐND về việc sáp nhập một số xóm thuộc hai xã Độc Lập và Bình Lăng.
Trước khi sáp nhập, xã Độc Lập có diện tích 19,81 km², dân số là 2.305 người, mật độ dân số đạt 116 người/km², có 6 xóm: Đoỏng Pán 1, Đoỏng Pán 2, Hồng Đoàn, Nà Hoàng, Nà Phường, Nà Pheo. Xã Bình Lăng có diện tích 16,74 km², dân số là 1.836 người, mật độ dân số đạt 110 người/km², có 4 xóm: Đồng Khuôn 1, Đồng Khuôn 2, Nà Cha, Nà Lèng.
Ngày 10 tháng 1 năm 2020, Ủy ban Thường vụ Quốc hội ban hành Nghị quyết số 864/NQ-UBTVQH14 về việc sắp xếp các đơn vị hành chính cấp huyện, cấp xã thuộc tỉnh Cao Bằng (nghị quyết có hiệu lực từ ngày 1 tháng 2 năm 2020). Theo đó, sáp nhập toàn bộ diện tích và dân số của xã Bình Lăng vào xã Độc Lập.
Ngày 1 tháng 3 năm 2020, huyện Quảng Uyên giải thể để tái lập huyện Quảng Hòa. Xã Độc Lập thuộc huyện Quảng Hòa như hiện nay.

## Hành chính
Xã Độc Lập được chia thành 10 xóm: Đoỏng Pán 1, Đoỏng Pán 2, Đồng Khuôn 1, Đồng Khuôn 2, Hồng Đoàn, Nà Cha, Nà Hoàng, Nà Lèng, Nà Phường, Nà Pheo.